# HTC Titan
De HTC Titan is een smartphone van HTC. Het is samen met de HTC Radar de eerste telefoon met het vernieuwde Windows Phone 7.5 van het bedrijf. Inmiddels heeft de HTC Titan alweer een opvolger gekregen, de HTC Titan II.
De HTC Titan heeft een s-lcd-aanraakscherm van 4,7 inch en met een resolutie van 480 bij 800 pixels. De behuizing van de telefoon is uit één geheel gemaakt uit aluminium. Verder is er een 8 megapixel-cameralens aan de achterkant aanwezig en een camera voor videobellen aan de voorkant.